# Nicolás González Casares
Nicolás María González Casares (ur. 20 lipca 1972 w A Coruña) – hiszpański polityk, pielęgniarz i samorządowiec, poseł do Parlamentu Europejskiego IX i X kadencji.

## Życiorys
Absolwent pielęgniarstwa na Universidad de Santiago de Compostela. Odbył też studia podyplomowe z zakresu zarządzania usługami pielęgniarskimi na uniwersytecie kształcenia na odległość (UNED). Zawodowo związany z pielęgniarstwem, specjalizując się w medycynie ratunkowej i intensywnej terapii. Pracownik m.in. pogotowia ratunkowego w Galicji (działającego pod nazwą 061). Zajął się również działalnością szkoleniową i dydaktyczną (w tym na Uniwersytecie Complutense w Madrycie). Autor lub współautor publikacji naukowych z zakresu pielęgniarstwa, w tym kilku pozycji książkowych.
Działacz PSdeG, oddziału Hiszpańskiej Socjalistycznej Partii Robotniczej (PSOE) w Galicji. Był rzecznikiem frakcji socjalistycznej w zgromadzeniu miejskim w Lalínie. Po wyborach lokalnych w 2015 powołany na pierwszego zastępcę alkada do spraw urbanistyki, mieszkalnictwa, opieki społecznej, zdrowia publicznego i rolnictwa.
W wyborach w 2019 z ramienia PSOE uzyskał mandat eurodeputowanego IX kadencji. Z powodzeniem ubiegał się o reelekcję w 2024.